# Willyamit
Willyamit ist ein selten vorkommendes Mineral aus der Mineralklasse der „Sulfide und Sulfosalze“ mit der idealisierten chemischen Zusammensetzung CoSbS und damit chemisch gesehen ein Cobalt-Antimon-Sulfid.
Willyamit kristallisiert im orthorhombischen Kristallsystem und entwickelt gelegentlich einige Millimeter große, pseudokubische Kristalle mit zonaren Wachstumsmustern. Das Mineral ist in jeder Form undurchsichtig (opak) und zeigt auf den Oberflächen der stahlgrauen Kristalle einen metallischen Glanz.
Mit Ullmannit (NiSbS) bildet Willyamit eine lückenlose Mischkristallreihe, weshalb meist ein Teil des Cobalts beim Willyamit durch Nickel ersetzt (substituiert) ist. In verschiedenen Quellen wird die Formel für Willyamit daher auch mit (Co,Ni)SbS angegeben.

## Etymologie und Geschichte
Entdeckt wurde das Mineral durch den damaligen Unterverwalter George Smith in der Consols Mine nahe der Bergbausiedlung Broken Hill im australischen Bundesstaat New South Wales. Die Erstbeschreibung erfolgte 1893 durch den australischen Mineralogen Edward Fisher Pittman (1849–1932), der die chemische Analyse von dem Chemiker des Bergbauamtes J. C. H. Mingaye durchführen ließ.
Pittman sah das Mineral aufgrund der Analyseergebnisse als Cobalt-Nickel-Sulfantimonid (im Wesentlichen Co0,5Ni0,5SbS) an, vermutete allerdings aufgrund der gleichen Anteile von Cobalt und Nickel, dass es sich um eine Mischkristallbildung handelte und weitere Entdeckungen bestätigen könnten, dass Cobalt und Nickel sich in der Verbindung gegenseitig vertreten könnten. Als bester Mischkristallpartner käme dabei der 1843 entdeckte Ullmannit in Frage. Als Name für das neu entdeckte Mineral schlägt Pittman Willyamit vor, in Anlehnung an den offiziellen Namen Willyama von dessen Typlokalität Broken Hill nach dem Aborigines-Wort für „Hügel mit gebrochener Kontur“.
In späteren Publikationen wird Willyamit nicht als eigenständige Mineralart anerkannt, sondern als cobalthaltige Varietät von Ullmannit angesehen, so unter anderem 1962 von N. L. Markham und L. J. Lawrence sowie 1969 von Peter Bayliss. Um die chemische Zusammensetzung für Willyamit zu klären, führten Louis J. Cabri, D. C. Harris, J. M. Stewart und J. F. Rowland 1970 neue Untersuchungen an zwei Museumsproben durch, die den Etiketten zufolge aus Broken Hill und Consols Lode (=Consols Mine), Broken Hill, N.S.W. stammten. Es stellte sich heraus, dass es sich bei den Typmineralproben um komplexe Kristallbildungen mit Zonen stark unterschiedlicher Co : Ni-Verhältnisse handelte. Cabri et al. sprachen sich daher dafür aus, den Namen Willyamit neu zu definieren als die cobaltreichen Mitglieder mit Co > Ni der Mischreihe CoSbS–NiSbS und der Mischformel (Co,Ni)SbS. Die neu definierte Endglied-Formel CoSbS für Willyamit wurde von der International Mineralogical Association (IMA) anerkannt.
Das Typmaterial des Minerals wird im National Museum of Natural History in Washington, D.C. (USA) unter der Katalog-Nr. R849A aufbewahrt.

## Klassifikation
Bereits in der veralteten 8. Auflage der Mineralsystematik nach Strunz gehörte der Willyamit zur Mineralklasse der „Sulfide und Sulfosalze“ und dort zur Abteilung der „Sulfide mit [dem Stoffmengenverhältnis] M : S < 1 : 1“, wo er zusammen mit inzwischen diskreditierten Kallilith und Ullmannit die „Ullmannit-Reihe“ mit der System-Nr. II/C.06b innerhalb der „Cobaltin-Ullmannit-Gruppe“ (II/C.06) bildete.
Im Lapis-Mineralienverzeichnis nach Stefan Weiß, das sich aus Rücksicht auf private Sammler und institutionelle Sammlungen noch nach dieser alten Form der Systematik von Karl Hugo Strunz richtet, erhielt das Mineral die System- und Mineral-Nr. II/D.18-30. In der „Lapis-Systematik“ entspricht dies ebenfalls der Abteilung „Sulfide mit [dem Stoffmengenverhältnis] Metall : S,Se,Te < 1 : 1“, wo Willyamit zusammen mit Cobaltit, Gersdorffit, Hollingworthit, Irarsit, Jolliffeit, Kalungait, Milotait, Platarsit, Tolovkit und Ullmannit die „Cobaltit-Gruppe“ (II/D.18) bildet (Stand 2018).
Die seit 2001 gültige und von der IMA bis 2009 aktualisierte 9. Auflage der Strunz’schen Mineralsystematik ordnet den Willyamit dagegen in die neu definierte Abteilung der „Metallsulfide mit dem Stoffmengenverhältnis von M : S ≤ 1 : 2“ ein. Diese ist zudem weiter unterteilt nach dem genauen Stoffmengenverhältnis und den in der Verbindung vorherrschenden Metallen, so dass das Mineral entsprechend seiner Zusammensetzung in der Unterabteilung „M : S = 1 : 2, mit Fe, Co, Ni, PGE usw.“ zu finden ist, wo es zusammen mit Changchengit, Cobaltit, Gersdorffit-P213, Gersdorffit-Pa3, Gersdorffit-Pca21, Hollingworthit, Irarsit, Jolliffeit, Kalungait, Krutovit, Maslovit, Mayingit, Michenerit, Milotait, Padmait, Platarsit, Testibiopalladit, Tolovkit und Ullmannit die „Gersdorffitgruppe“ mit der System-Nr. 2.EB.25 bildet.
Auch die vorwiegend im englischen Sprachraum gebräuchliche Systematik der Minerale nach Dana ordnet den Willyamit in die Klasse der „Sulfide und Sulfosalze“ und dort in die Abteilung der „Sulfidminerale“ ein. Hier ist er allerdings in der „Cobaltitgruppe (Kubische oder pseudokubische Kristalle)“ mit der System-Nr. 02.12.03 innerhalb der Unterabteilung „Sulfide – einschließlich Seleniden und Telluriden – mit der Zusammensetzung AmBnXp, mit (m+n) : p = 1 : 2“ zu finden.

## Chemismus
Der idealisierten (theoretischen) Zusammensetzung von Willyamit (CoSbS) zufolge besteht das Mineral aus einem Massenanteil (Gewichts-%) von 27,70 % Cobalt (Co), 57,23 % Antimon (Sb) und 15,07 % Schwefel (S).
In den Proben aus der Typlokalität (TL) schwankten die Gehalte in den von Cabri et al. analysierten Zonen I bis IV bei Cobalt zwischen 23,2 und 9,9 Gew.-% und bei Nickel zwischen 17,1 und 3,8 Gew.-%. Die höchste Cobalt-Konzentration von 25,2 Gew.-% (Ni 1,4 Gew.-%) konnte an einer Kante des Kristalls aus dem Smithsonian Institution (Probe R849, TL Consols Lode, Broken Hill) gemessen werden. Die Massenanteile von Antimon und Schwefel blieben in den Messzonen relativ stabil zwischen 54,7 und 56,6 Gew.-% Sb und 14,6 und 15,1 Gew.-% S. Hinzu kamen geringe Beimengungen von Eisen (Fe) zwischen 0,1 und 0,4 Gew.-% sowie Arsen (As) zwischen 0,4 und 1,6 Gew.-%.

## Kristallstruktur
Willyamit kristallisiert orthorhombisch in der Raumgruppe Pca21 (Raumgruppen-Nr. 29) mit den drei scheinbar gleichen Gitterparametern a = 5,86 Å; b = 5,86 Å und c = 5,86 Å sowie vier Formeleinheiten pro Elementarzelle. Die drei Achsen liegen innerhalb einer Toleranz von 0,001 Å, was der Grund für die pseudokubische Kristallausbildung von Willyamit ist.

## Modifikationen und Varietäten
Die Verbindung ist trimorph und kommt neben dem orthorhombisch kristallisierenden Willyamit noch in den ebenfalls orthorhombisch kristallisierenden Modifikationen Costibit und Paracostibit vor, die jedoch eine andere Raumgruppe und andere Gitterparameter aufweisen.

## Bildung und Fundorte
Willyamit bildet sich in Calcit–Siderit-Adern, wo er neben Calcit und Siderit unter anderem noch mit Dyskrasit und Costibit vergesellschaftet auftritt.
Als seltene Mineralbildung konnte Willyamit nur weltweit an wenigen Orten nachgewiesen werden, wobei bisher knapp 30 Fundorte dokumentiert sind (Stand 2020). In Australien fand sich das Mineral außer an seiner Typlokalität in der Consols Mine und weiteren umliegenden Gruben bei Broken Hill in New South Wales noch in den Gruben bei Mount Isa und im Cloncurry Shire in Queensland.
Innerhalb von Nordeuropa trat das Mineral noch in der Grube Ettedal (auch Espeland) in der norwegischen Kommune Vegårshei; in der Grube Enåsen bei Ljusdal, der Kupfer- und Cobalt-Lagerstätte Håkansboda bei Lindesberg und an einigen Fundstätten bei Tunaberg etwa 14 km südsüdwestlich von Nyköping in Schweden sowie in der Kupfer-Zink-Lagerstätte Outokumpu Nordkareliens und der Satulinmäki-Prospektion mit goldführenden Quarzgängen bei Somero in Finnland auf.
In Mitteleuropa fand sich Willyamit bisher am Oberhüttensee nahe Forstau im Salzburger Land mit Aufschlüssen einer schichtförmigen Uran(-sulfid)-Mineralisierung sowie in einem ehemaligen Steinbruch an der Klipitztörlstraße bei Stelzing in Kärnten in Österreich; in einem Steinbruch bei Vlastějovice (deutsch Hammerstadt) mit Antimonerzen in Hydrothermal-Adern nahe Zruč nad Sázavou im tschechischen Bezirk Kutná Hora sowie bei Ozdín, Hnúšťa und Mútne (Mútnik) im Okres Banská Bystrica und bei Betliar, Nižná Slaná und Rakovnica im Okres Košice der Slowakei.
Der bisher einzige in Südeuropa bekannte Fundort für Willyamit ist das ehemalige Bergwerk Argentiera della Nurra mit syngenetisch-submarin-exhalativer Ni-Co-As-Sb-Fe-Pb-Mineralisation bei Porto Torres auf der italienischen Insel Sardinien.
Weitere Fundorte liegen unter anderem in China, Kanada, Kasachstan, Russland und Tansania.